# Szíria történelme
Szíria területe az ókorban különböző népeké volt. Mindenekelőtt a legismertebb megszálló hatalom a Római Birodalom. A birodalom kettéosztásakor Szíria a keleti birodalomhoz tartozott. 640 környékén Szíriát az arabok foglalták el. Székhelye, Damaszkusz a kalifák fővárosa lett. A birodalom keleti részének egy darabja 1000 körül a szeldzsuk birodalom része lett. Az első keresztes hadjárat után Szíria ismét keresztény lett, a Jeruzsálemi Királyság részeként. 1244-ben a királyság megszűnt, Szíria az egyiptomi Mamelukok kezére került. A 16. században a Oszmán Birodalom vette irányítás alá, majd francia  gyarmat lett. Szíria időközben kikiáltotta függetlenségét. 1958 és 1963 között Szíria tagja volt az Egyesült Arab Köztársaságnak. 2011 óta az ország súlyos polgárháborúban szenved.
Néhány ezer évvel ezelőtt a mai Szíria nyugati felét erdők borították. A mediterrán partok közelében még sűrű erdőrengeteg a szárazabb, belső területeken lazább ligetekre, facsoportokra bomlott, és a mai ország keleti felében füves pusztáknak adta át a helyét.
A mai tágabban értelmezett szír térségben mutathatók ki az emberi megtelepedés első jelei.

## A szír térség őskora

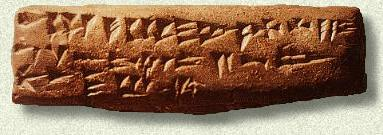
Ugariti írás

Körülbelül Kr. e. 18 000-11 000 között létezett Palesztina területén a paleolitikus Kebara-kultúra, ami az állandó települések megjelenése miatt fontos. Magán a szír államterületen csak az ezt felváltó, mintegy Kr. e. 11 000-9300 között létezett mezolitikus Natúf-kultúra leletei kerültek elő, elsősorban az Eufrátesz völgyéből. Ezt követően mintegy kétezer évig az ún. Kerámia Előtti Neolitikus Kultúra "A" változata (PPNA) dominált a térségben, melynek egyik legfontosabb lelőhelye a szíriai Dzserf al-Ahmar. A PPNB és PPNC szintén a régióban fejlődött ki, hasonlóan az immár kerámiájáról is ismert, szintén neolitikus Halaf-kultúrához (Kr. e. 6. évezred), amely a szíriai Tell Halafról kapta a nevét. Ezt követően a fejlődésben keletebbre tolódott a hangsúly. A Haszúna-kultúra a mai Irakban, Moszul környékén, Észak-Mezopotámiában alakult ki, az ezt felváltó Ubaid-kultúra (Kr. e. 5. évezred) viszont már Urban és környékén, a Perzsa-öbölhöz közel jelent meg. Az Ubaid-kultúrát felváltó ún. Uruk-kultúra (Kr. e. 4. évezred) erősen éreztette hatását Szíriában is.

## Bronz- és vaskor

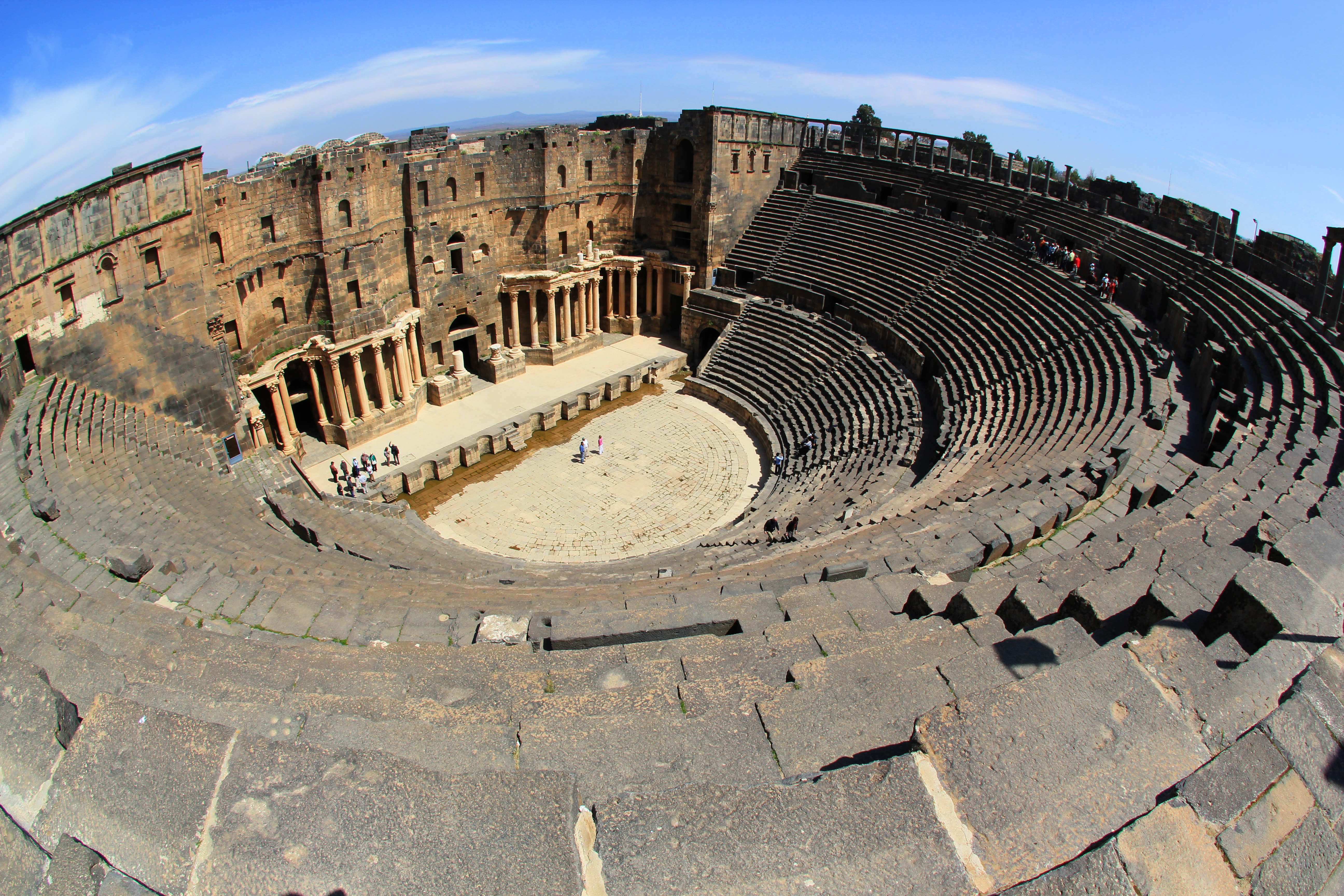
Boszra ókori római színháza

Az ókorban Szíria fontos kereskedelmi csomóponttá vált, a térség tengerpartjának, Föníciának városai pedig a leggazdagabbak közé tartoztak. Nem véletlen, hogy a Kr. e. 2. és 1. évezredben a sok kisebb-nagyobb állam feletti befolyásért a nagyhatalmak – Hatti, Egyiptom, Asszíria – harcoltak. A bronzkor legfontosabb lelőhelyei Szíriából a Kr. e. 18. század elején Hammurapi babiloni király által lerombolt Mári, a hettita I.Murszilisznek Kr. e. 1600 táján áldozatul esett Ebla, illetve Ugarit tengerparti kereskedővárosa, amit a tengeri népek dúltak fel röviddel Kr. e. 1200 után. A kis helyi városállamok, így Hamath, Damaszkusz és Qatna Kr. e. 8. század második felében végleg asszír fennhatóság alá kerültek, majd rövid egyiptomi terjeszkedést követően az Újbabiloni, végül az Óperzsa Birodalom részei lettek.

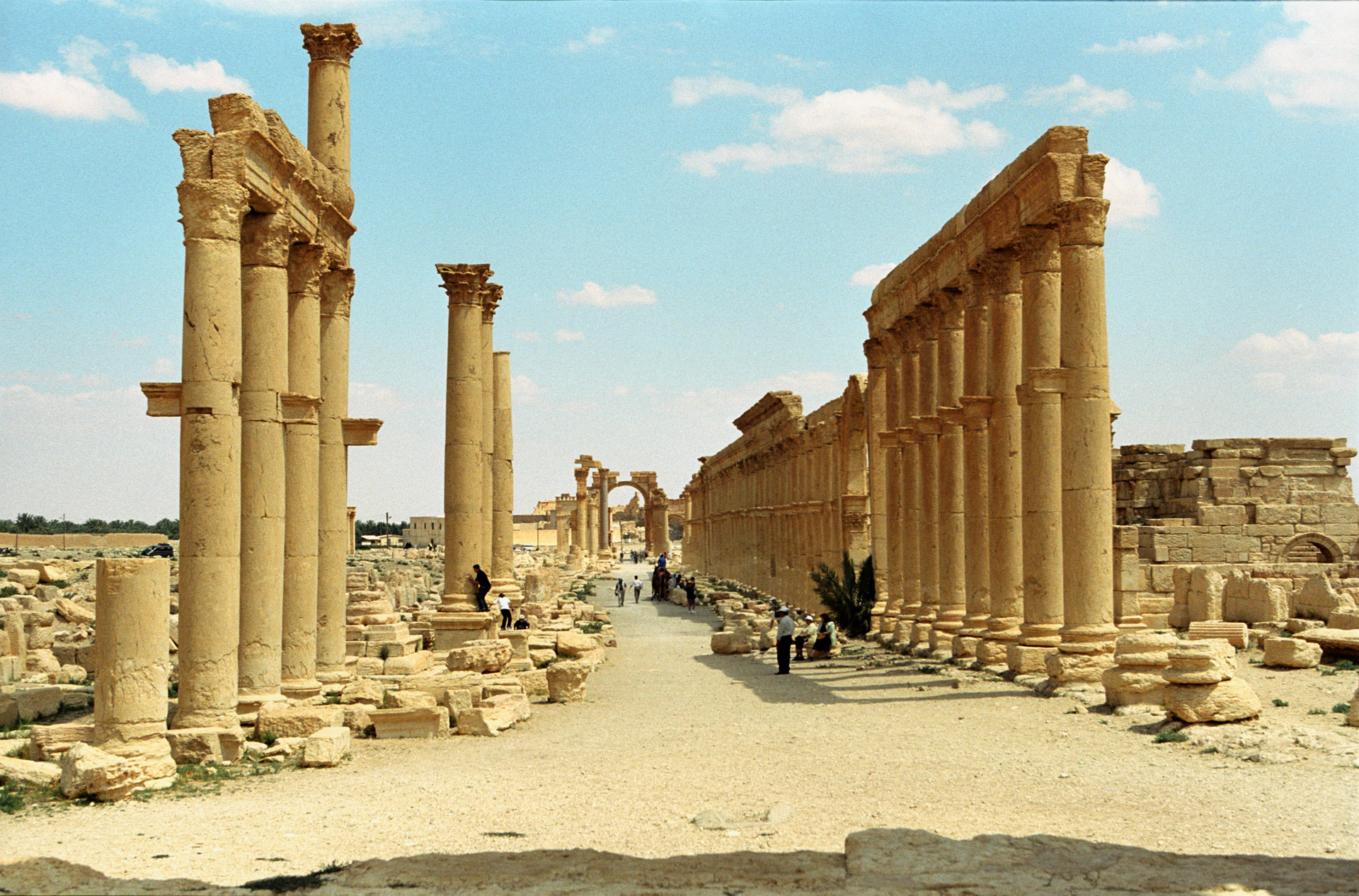
A 3. században elpusztított Palmüra romjai

A szír térséget Kr. e. 332-ben foglalta el a makedón Nagy Sándor, az ő halála után hosszas harcokat követően a Szeleukidák dinasztiája szerezte meg a területet – igaz, birtoklásáért több háborút is vívtak az egyiptomi Ptolemaidákkal. Az általuk alapított Antiokheiából uralkodó Szeleukidák – egyéb alapításaik közül kiemelkedik Apamea, Laodikeia (Latakia) és Dura-Európosz – hatalmának hanyatlásával a szír vidék maradt meg utolsó területüknek, itt Pompeius számolta fel véglegesen a királyságot, Syria néven provinciává szervezve a területet Kr. e. 64-ben. Syria provincia a pártus és újperzsa háborúk egyik fő színtere volt a későbbiekben. A 2. század elején meghódított Arabia Petraea provincia székhelye, Bostra, illetve a Szír-sivatagban virágzó, majd Rómával való szembekerülése után 3. században elpusztított Palmüra kereskedővárosa egyaránt a mai Szíria területén fekszik.

## Középkor
Szíria területe 395-től a Keletrómai (Bizánci) Birodalom része, és hamarosan a monofizitizmus fellegvára lett, ami konfliktusokhoz vezetett a központi hatalommal, de ettől függetlenül virágzott a helyi gazdaság (ld. holt városok). Bizánc hosszú háborúkat vívott Szíriában az Újperzsa Birodalommal, ezt Justinianus nagy erődítési munkái is jelzik (Kaszr Ibn Vardán, Szergiopolisz/Ruszáfa, Halabijja, Palmüra). A kimerült birodalomtól a 630-as években muszlim arabok hódították meg. Az Omajjád kalifák Damaszkuszban rendezték be központjukat, ám 750-es megbuktatásukkor a hatalmi központ Mezopotámia területére tevődött át, a bizánciak anatóliai területei ellen induló támadások kiindulópontjául szolgáló Szíria pedig hamarosan ismét ellenséges hatalmak befolyása alá került. A 9. században az egyiptomi Túlúnidák, majd a 10. században az Ihsídidák és a Fátimidák törekedtek az ellenőrzésére, északi területein pedig Aleppó központtal a Hamdánidák rendezkedtek be. Bizánc 10. századi ideiglenes erőre kapása során a régió északi részét és egyes tengerparti vidékeit a fennhatósága alá vonta, és a kései Hamdánidákat, majd az őket Aleppó élén váltó Mirdászidákat hűbéressé tette.

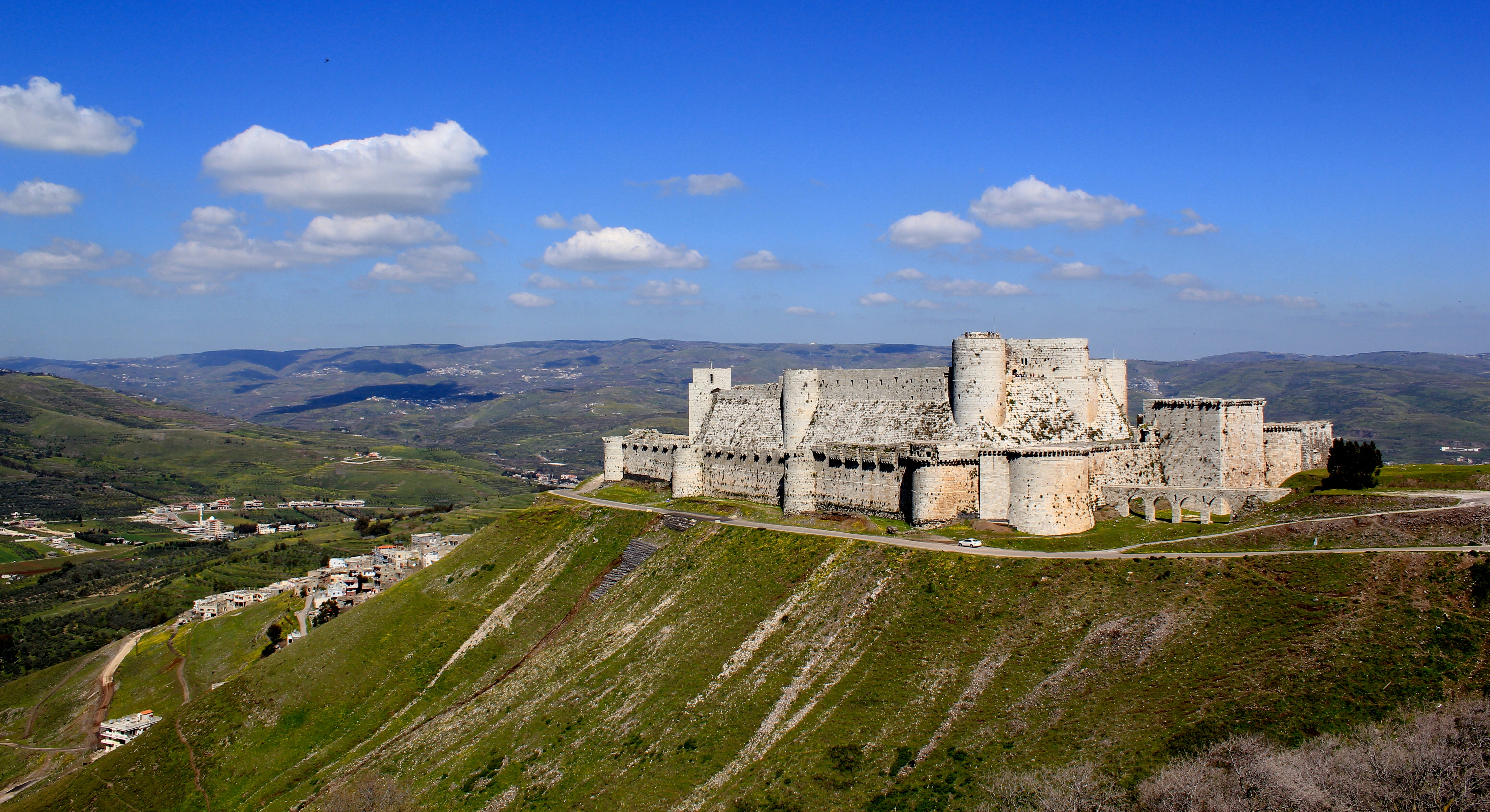
Krak des Chevaliers keresztes lovagi erőd

A 11. század közepén az egész térség a szeldzsukok uralma alá került, akik néhány tengerparti erődítménybe szorították vissza a Fátimidákat, de rövid úton ismét több fejedelemség jött létre a térségben (pl. a Búridák damaszkuszi vagy a Munkidzidák sajzari emírsége). A század végén kirobbanó keresztes háborúk során Szíria és Palesztina vált a legfőbb hadszíntérré, igaz, csak egy viszonylag szűk, tengerparti sávon. A kor jelentős erődítményei közé tartozik a Krak des Chevaliers, a margati vár, illetve a Szaladin-vár, valamint az aszaszinok Alavita-hegységben található, számos kisebb erőssége. A Fátimidákat Egyiptom élén felváltó, eredetileg Szíriát is kezükben tartó Ajjúbidákat a 13. században a mamlúkok követték a térségben, akik végleg felszámolták a keresztes államokat, és a keletről érkezett mongol hódítókat megállítva birodalmukba olvasztották a térséget. 1516-ig uralkodtak a vidék felett, amikor is az Anatóliában és Balkánon terjeszkedő Oszmán Birodalom legyőzte, a következő évben pedig elpusztította birodalmukat.

## A 20. század
Szíria hivatalosan egészen 1920-ig Isztambul irányítása alatt állt. Az első világháború alatt az angolok és a franciák a titkos Sykes–Picot-egyezmény alapján tervezték el a terület felosztását. 1916 júniusában kitört az angolok által fellázított arabok oszmánellenes felkelése (lásd még Arábiai Lawrence szócikkében). 1920-ban Szíriában egy rövid életű arab királyság alakult. Még ugyanebben az évben a Népszövetség mandátumterületként francia igazgatás alá helyezte az országot. A véresen levert lázadásokban jelentkező helyi ellenállás ellenére a franciák két évtizeden át saját gyarmatukként kezelték az országot, önhatalmúlag hasítva ki belőle Libanont, illetve adva át Alexandretta (Iskenderun) környékét Törökországnak. Szíria Charles de Gaulle kivonulási ígéretére 1944-ben kikiáltotta a függetlenségét, de csak az utolsó francia katona távozása után, 1946-ban nyerte el teljes önállóságát.
A nemzetközi támaszt kereső köztársaság 1958-ban unióra lépett Egyiptommal, létrehozva az Egyesült Arab Köztársaság nevű államszövetséget, de a nyomasztó egyiptomi fölény miatt 1961-ben kilépett. 1964-ben az arab szocialista Baasz Párt került hatalomra, amely 1966-ban puccsszerűen kizárta a többi pártot a kormányzatból. A baaszistákat azonban – főleg az 1967-es hatnapos háborúban Izraeltől elszenvedett vereséget és a Golán-fennsík izraeli megszállását követően – szintén belső ellentétek osztották meg, és 1970-ben a korábbi védelmi miniszter, az alavita Háfez el-Aszad vezetésével párton belüli hatalomátvétel történt (hivatalos megnevezése al-haraka at-taszhíhijja, azaz javító mozgalom). Szíria, Egyiptom és Líbia egy újabb kísérletet tett az arab szövetség megvalósítására: 1972-ben alapították meg az Arab Köztársaságok Szövetségét, mely 1977-ben esett szét Líbia kiválásával. Eközben Aszad részt vett az 1973-as „felszabadító” jom kippuri háborúban Egyiptom oldalán, 1976-tól kezdve pedig csapatokat állomásoztatott a polgárháborúba süllyedt Libanon területén, amelyeket csak 2005-ben vontak ki az országból. A hidegháborúban Szíria a Szovjetunió támogatását élvezte, de annak felbomlása után röviddel, már 1991-ben részt vett az Egyesült Államok által Irak ellen indított öbölháborúban.

## 21. század

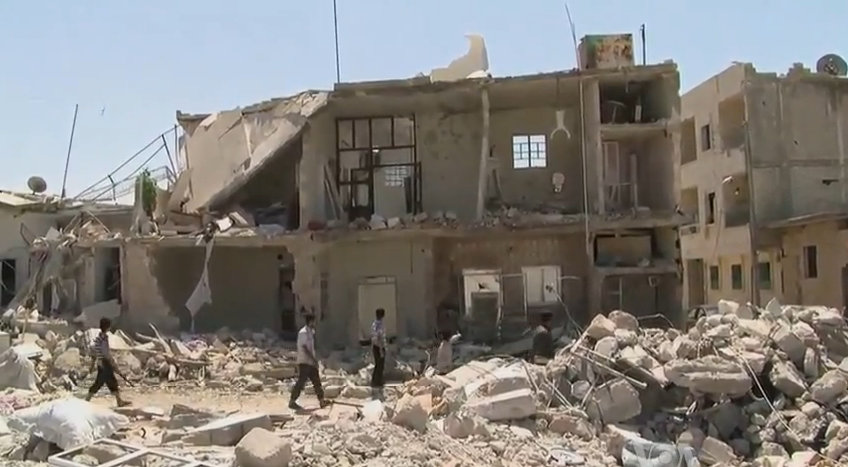
Romok a kormányerők egy légi bombázása után 2012. augusztusában az Aleppó melletti Azaz városában

Háfez al-Aszad 2000-ben bekövetkezett haláláig irányította az országot, amikor kisebbik fia, Bassár el-Aszad vette át a hatalmat, amit azóta is gyakorol. Az ifjabb Aszad jelentősen enyhített apja kemény berendezkedésén, sőt az ország nemzetközi helyzetében is komoly változásokat ért el. Noha Rafík Haríri libanoni elnök 2005-ös meggyilkolása miatt, amit feltételezések szerint a szír titkosszolgálat szervezett meg, illetve iráni kapcsolatai, továbbá a Hezbollah és a Hamász támogatása miatt évekig megbélyegzett helyzetben volt, 2008-ban katari közvetítéssel ismét felvette a diplomáciai kapcsolatot Libanonnal, Törökország által pedig tárgyalásokba kezdett Izraellel, kilátásba helyezve, hogy az 1948 óta tartó hadiállapotot a Golán-fennsík visszaszolgáltatása esetén hajlandó békével lezárni. Ugyanebben az évben megkönnyítette a külföldi befektetések országba áramlását, és csökkentette az üzemanyag állami dotációját, ami a gazdaság kapitalizálódása felé tett lépésként értelmezhető.

### Polgárháború
A szíriai polgárháború 2011 márciusában kezdődött eleinte kormányellenes demonstrációkkal, a tunéziai események hatására.

Szíria területi megosztottsága a 2020-as évek elején
a kormányerők fennhatósága
kurd fennhatóság
az Iszlám Állam része
nemzeti ellenzéki erők fennhatósága alatt
az An-Nuszra Front ellenőrzése alatt
Vitatott

#### 2020-as évek
2024. decemberében a felkelők több nagyvárossal együtt elfoglalták a fővárost, Damaszkuszt is. Bassár el-Aszad elnök Oroszországba menekült. Az országot jelenleg egy ideiglenes kormány irányítja.

## Fordítás
Ez a szócikk részben vagy egészben  a   History of Syria című angol Wikipédia-szócikk ezen változatának fordításán alapul.  Az eredeti cikk szerkesztőit annak laptörténete sorolja fel. Ez a jelzés csupán a megfogalmazás eredetét és a szerzői jogokat jelzi, nem szolgál a cikkben szereplő információk forrásmegjelöléseként.